# Старая Брянь (петроглифы)
Старая Брянь — рисунки-петроглифы бронзового века, расположенные в одноимённой пещере и на скалах возле неё недалеко от села Старая Брянь Заиграевского района Республики Бурятии. Выполнены красной охрой, относятся к «селенгинской» группе петроглифов Забайкалья. Писаница представлена группами пятен охры, фигурами птиц и людей в окружении пятен, солярными знаками, антропо- и зооморфными рисунками. Является памятником археологии и объектом культурного наследия России федерального значения.

## Географическое положение
Пещера с рисунками-петроглифами расположена по правому борту долины реки Брянки, примерно в 3,5 км юго-восточнее села Старая Брянь Заиграевского района Республики Бурятии по дороге в село Шабур, на высоте 120—130 метров над долиной реки.

## История открытия и исследований

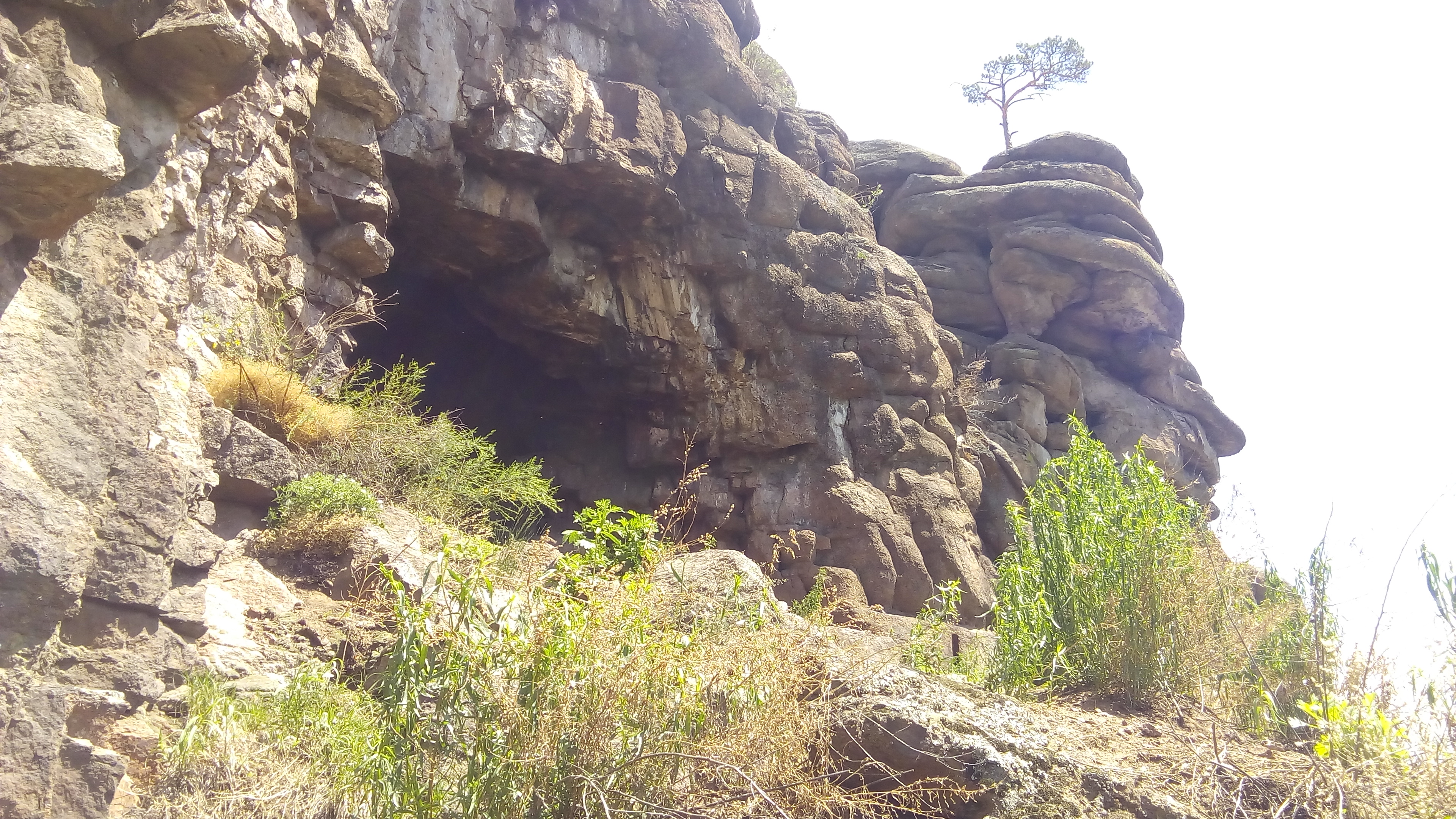
Вход в пещеру
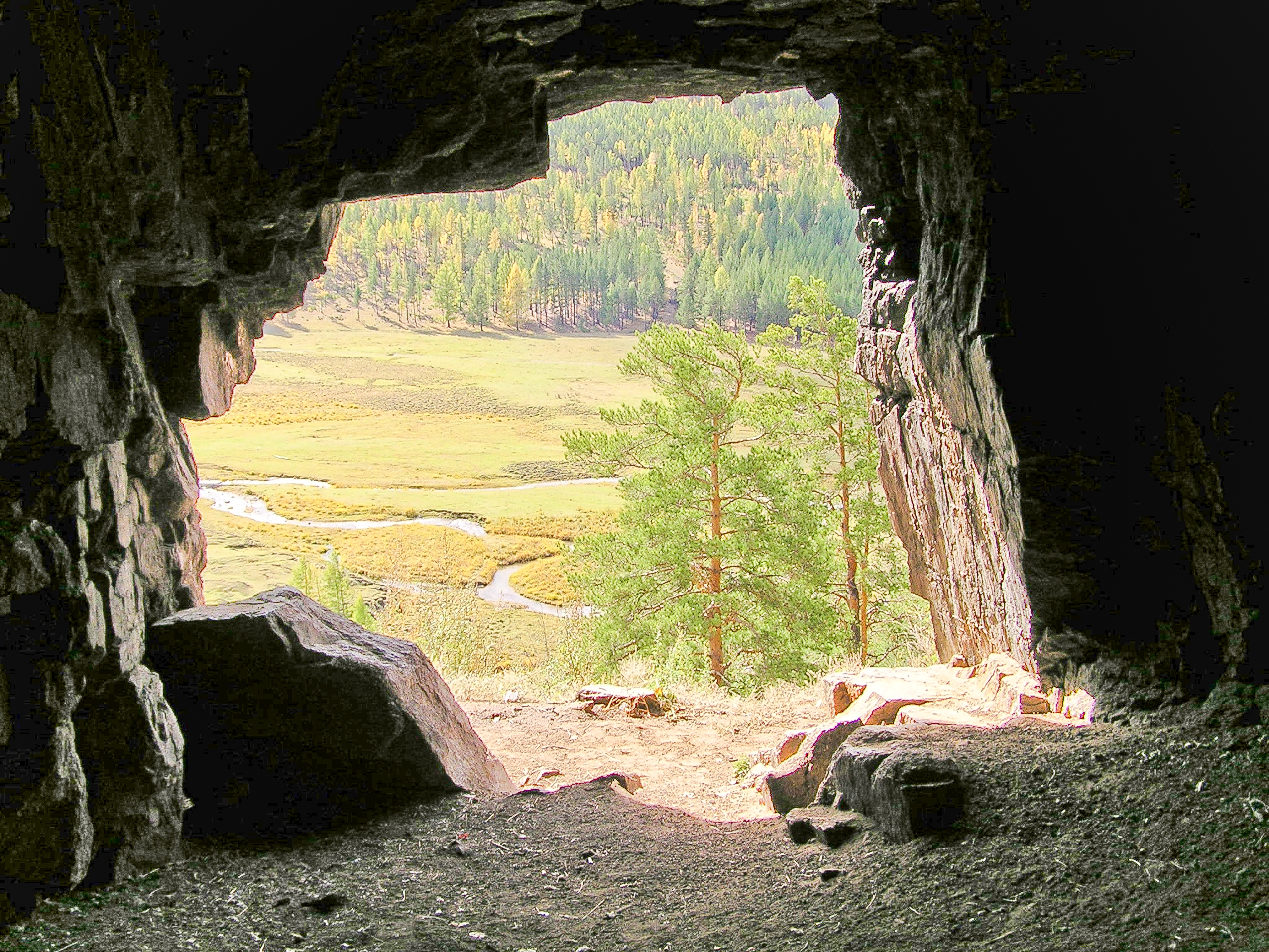
Вид изнутри пещеры

По версии А. В. Тиваненко и В. А. Цыбиктарова пещера была обнаружена в 1973 году Н. В. Комиссаровой, научным сотрудником Музея истории имени М. Н. Хангалова. Тогда же ею были калькированы отдельные петроглифы, которые она впоследствии передала краеведу А. В. Тиваненко для публикации. В 1974 году пещеру посетил академик А. П. Окладников, который после осмотра древних рисунков в пещере, поручил А. В. Тиваненко изучить памятник. В 1978 году археологической экспедицией Этнографического музея народов Забайкалья под руководством А. В. Тиваненко был произведен осмотр пещеры, в результате чего были выявлены новые композиции и рисунки. Впервые сведения о писанице были опубликованы А. В. Тиваненко в книге «Древнее наскальное искусство Бурятии: Новые памятники» 1990 года.
В 1992 году зачистка археологическим отрядом Бурятского института общественных наук под руководством археолога Л. В. Лбовой выявила наличие культурного горизонта эпохи бронзы — здесь была стоянка первобытных охотников, оставивших наскальные рисунки.
В 2010 году памятник был обследован археологическим отрядом Бурятского научно-производственного центра по охране и использованию памятников истории и культуры под руководством Б. А. Базарова. В 2017 году пещеру посетила экспедиция университета Гриффита (Австралия) под руководством археолога И. А. Пономаревой для обследования и документирования памятника.

### Дата открытия
Краевед А. В. Тиваненко и археолог В. А. Цыбиктаров в своих публикация описывали, что писаница в пещере была открыта в 1973 году. В то же время археологи Л. В. Лбова и Е. А. Хамзина в книге «Древности Бурятии: Карта археологических памятников» 1999 года указали, что памятник был открыт в 1974 году экспедицией под руководством археолога А. П. Окладникова. Археолог П. Б. Коновалов в книге «Памятники археологии» 2011 года также указывал 1974 год, как год открытия писаницы. В Архиве Российской Академии наук в Санкт-Петербурге имеются архивные материалы из фонда Окладникова с пометкой «Старая Брянь-73» подписанные 1973 годом, где некоторые зарисовки совпадают с петроглифами зафиксированными в ходе изучения пещеры в 2017 году И. А. Пономаревой, но которые не были опубликованы А. В. Тиваненко. Таким образом, И. А. Пономарева и С. В. Федоров приходят к выводу, что сведения об открытии памятника 1974 годом неверны.
Сохранилась переписка А. В. Тиваненко с А. П. Окладниковым, где в письме от 28 марта 1975 года он сообщал ему об открытии новых памятников. В письме А. В. Тиваненко приложил рисунок петроглиф с подписью «Новая Брянь», на котором была изображена та же сцена, что и в копиях «Старая Брянь-73» А. П. Окладникова с небольшими отличиями — отсутствовали два ряда точек внизу композиции. Недалеко от пещеры находится ещё одно местонахождение наскальных рисунков — Варварина Гора, но его А. В. Тиваненко в письме не упоминал. И. А. Пономарева по этому изображению из письма заключает, что это копия не соответствуют изображениям, что были опубликованы по Варвариной Горе, ни опубликованным позднее у А. В. Тиваненко по Старой Бряни и Варвариной Горе. Таким образом И. А. Пономарева приходит к выводу о неясности даты и автора открытия писаницы, но заключает, что дата может быть не раньше 1973 года.

### Охранный статус
Постановлением Совета министров Бурятской АССР № 304 от 14 октября 1980 года пещера признана памятником природы регионального значения. Также состоит на государственной охране как памятник археологии в соответствии с Постановлением Совета Министров Бурятской АССР № 134 от 26 мая 1983 года. БУ «Бурприродой» в 2022 году рядом с пещерой были установлены информационные щиты для обозначения особо охраняемой природной территории.
В едином государственном реестре объектов культурного наследия (памятников истории и культуры) народов Российской Федерации приказом Министерства культуры Российской Федерации № 126283-р от 24 ноября 2017 года петроглифы в пещере Старая Брянь зарегистрирован как объект культурного наследия федерального значения «Писаница Старая Брянь (I тыс. до н. э.)», с присвоением ему регистрационного номера 031740896160006. Согласно Постановлению правительства Республики Бурятия № 292 от 04 июня 2019 года площадь памятника природы (территории вокруг пещеры) — 1,32 га, площадь охранной зоны 39,4 га.

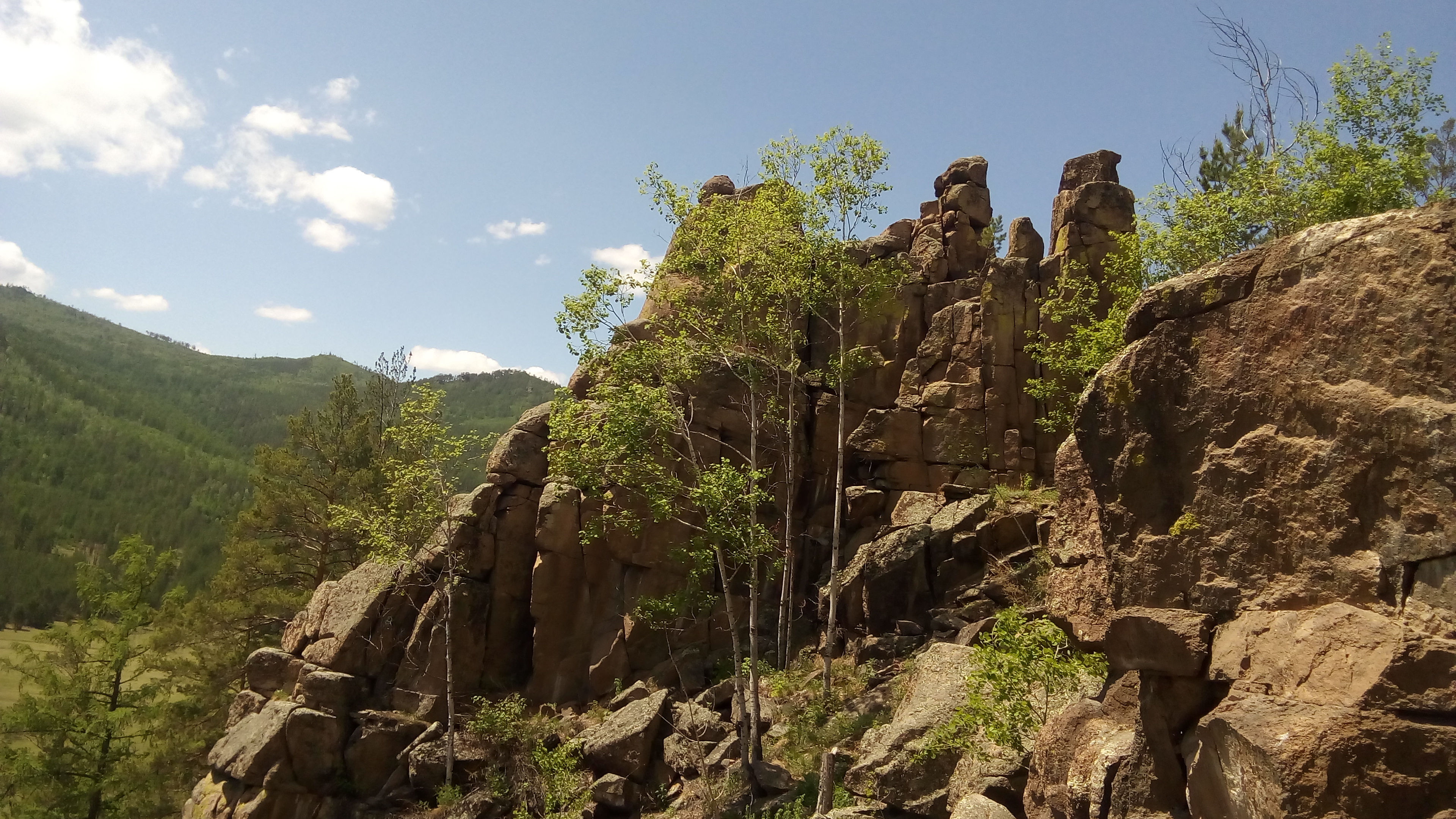
Вид из пещеры на соседние скалы с петроглифами
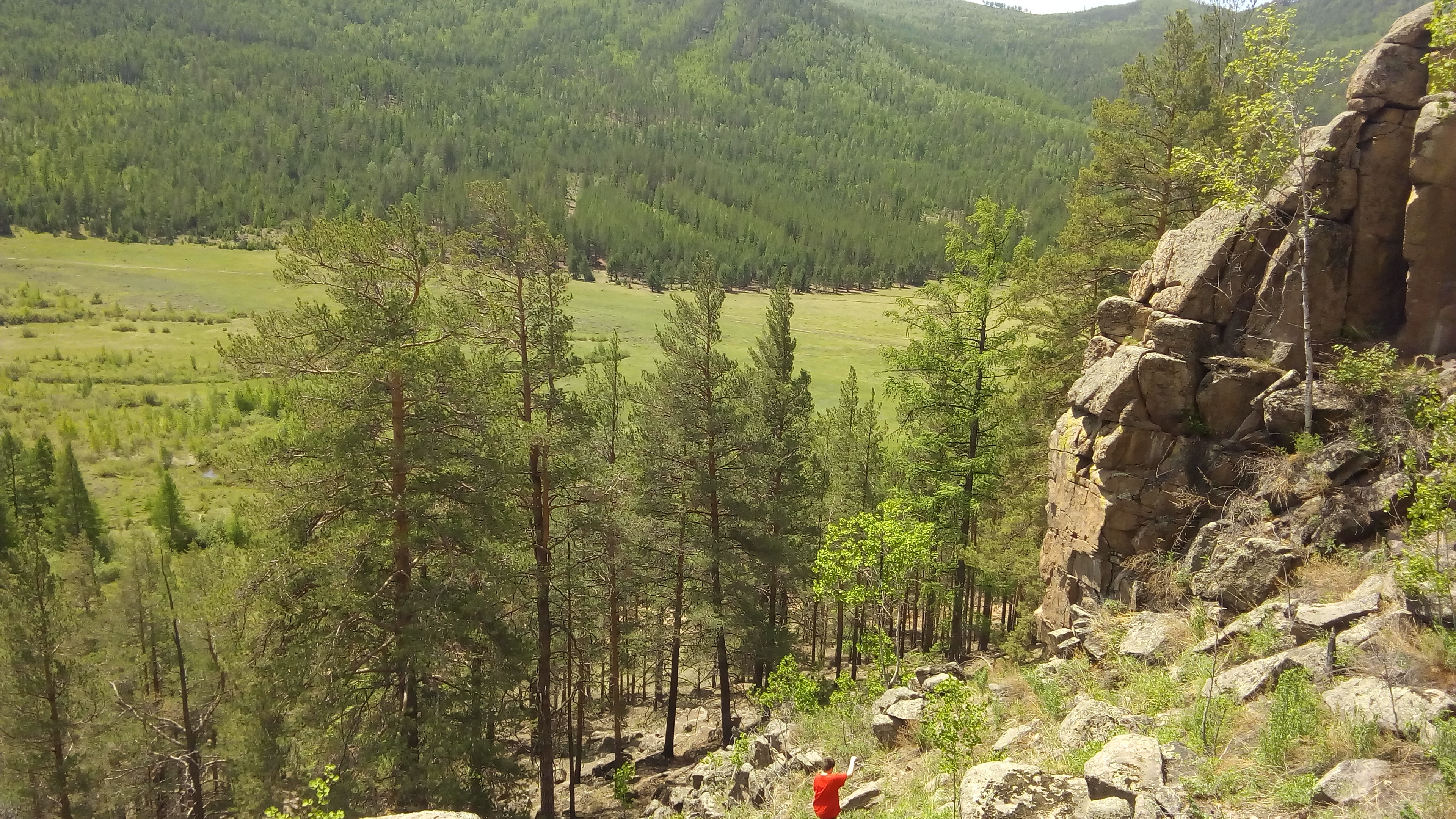
Вид из пещеры на соседние скалы с петроглифами

## Петроглифы
Рисунки-петроглифы выполнены красной охрой и отнесены исследователями к «селенгинской» группе петроглифов Забайкалья. Всего было зафиксировано 67 изображений, из которых 44 представляют собой изображения в виде групп точек и вертикальных линий. Расположены они в следующих местах пещеры: по правой, наиболее освещённой стене — больше всего рисунков, меньше — по левой и задним стенам. Ещё часть рисунков расположена на плоскостях скалы левее от входа в пещеру. Два петроглифа найдены на отдельно стоящих скалах в 10 и 20 метрах левее входа. Обнаруженные рисунки представлены группами пятен охры, но есть и многокомпозиционные изображения по два или по три в ряду: фигуры птиц и людей в окружении пятен, солярные знаки, птицы, антропо- и зооморфные рисунки.
Писаница является объектом культурного наследия России федерального значения, памятником археологии, истории и культуры. Пещера Старая Брянь, как и многие другие памятники археологии в Бурятии, страдает от вандализма: в некоторых местах на её стенах имеются современные надписи.

Правая стена пещеры
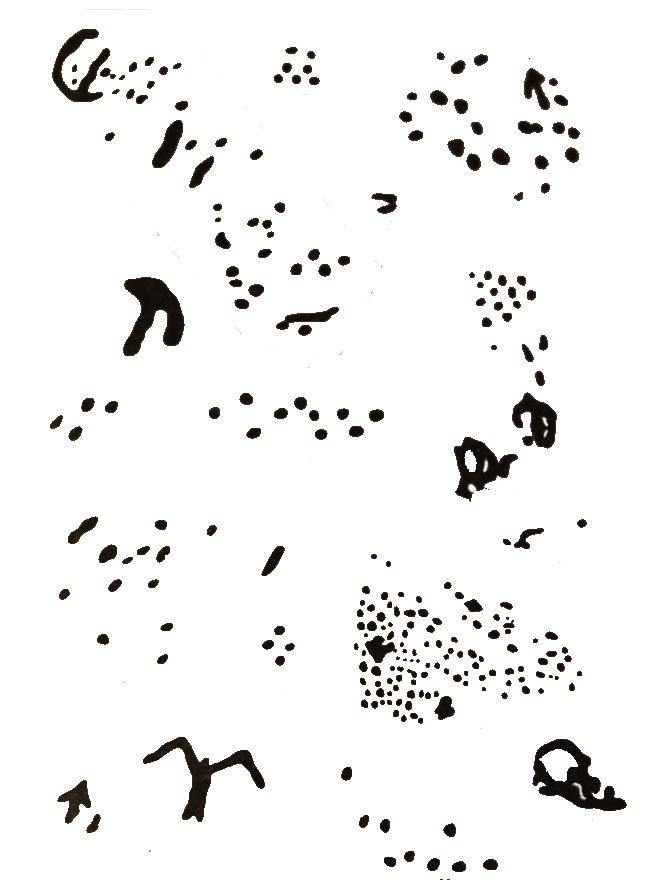
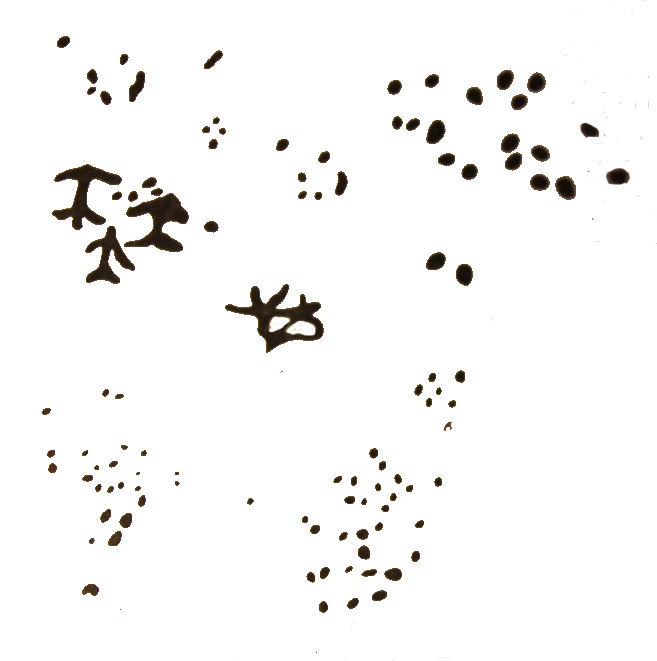
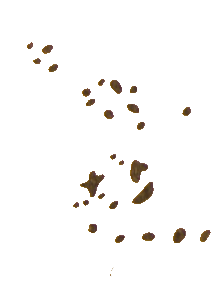
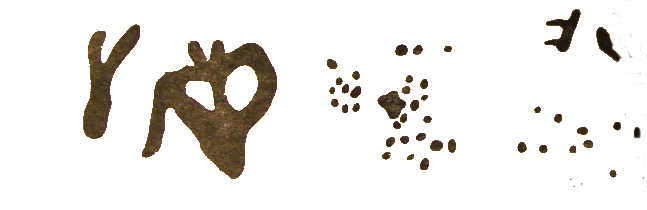

Левая и задняя стена пещеры
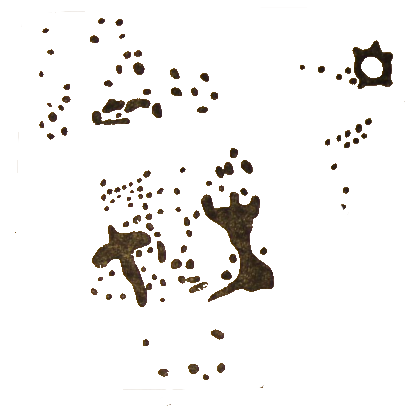
Левая стена пещеры
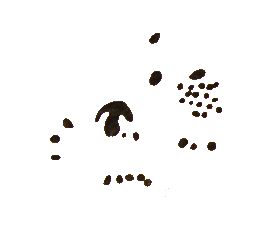
Задняя стена пещеры

На скале левее от входа в пещеру
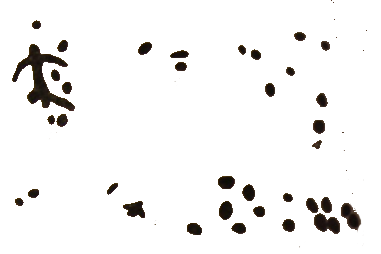
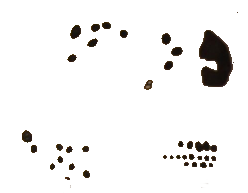
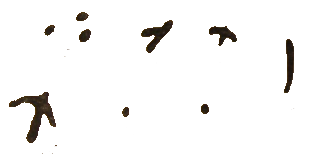

На отдельно стоящих скалах в 10 и 20 метрах левее входа в пещеру
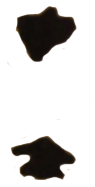
На скале в 10 метрах от входа в пещеру
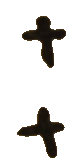
На скале в 20 метрах от входа в пещеру

## Комментарии
1. 1 2 3  По специфике изображений, техническим приёмам нанесения рисунков, датировке исследователи выделяют в Забайкалье «селенгинские», «кяхтинские», «таёжные (лесные)» и «средневековые» группы писаниц[комм. 2]. Самой распространённой из них является «селенгинская». Термин «селенгинские» петроглифы ввели А. П. Окладников и В. Д. Запорожская относительно памятников древнего наскального искусства Бурятии эпохи бронзы — раннего железа, подчёркивая, что «писаницы этой группы строго и четко локализованы в пространстве, в основном — бассейном реки Селенги»[2].
2. 1 2  Древние изображения на стенках и потолках пещер, на открытых скальных поверхностях и отдельных камнях[3].
3. ↑  Калькирование — снимание рисунков и чертежей на кальку, прозрачную бумагу[9].
4. ↑  Зачистка (в археологии) — срезание лопатами или ножами тонких слоёв земли для выявления вещественных источников: остатков жилищ, ям, могил, очагов и т. п.[14]